# 전남동부극동방송
전남동부극동방송(全南東部極東放送, Jeonnam Dongbu Far East Broadcasting Company, 약칭 FEBC)은 개신교계 방송 중 하나로서, 대한민국 전남 동부권 지역의 민영 방송이다.

## 연혁

### 1999
- 1999.06.09 : 1차 허가 신청(극동방 411-117) 방송국(FM방송) 설립허가 추천 신청 - 결과 : 반려 / 주파수 확보 불가 등

### 2000
- 2000.01.15 : 2차 허가 신청 (극동방 411-3) 극동방송 FM방송 설립허가 추천 신청 - 결과 : 반려(2000.9.5) / 종교방송 전반에 대한 종합적 검토 필요

### 2004
- 2004.04.07 : 전남 FM 극동방송 설립추진 감사예배 / 여수성광교회 - 주관 : 극동방송 여수운영위원회(위원장 김성영 장로)
  - 극동방송 여수운영위원회 임원 명단 : 고문 : 최병연 장로, 총무 : 김길남 장로, 회계 : 문창순 집사, 위원장 : 김성영 장로 부총무 : 신승도 집사 부회계 : 오수남 집사, 직전위원장 : 심길종 장로 서기 : 정재종 집사, 감사 : 김영호 장로, 부위원장 : 문일석 장로, 부서기 : 서상준 집사, 정경진 장로, 곽종철 장로
- 2004.06.02 : 3차 허가 신청 (극동기 111-176) 지상파 방송사업 허가추천 신청 - 결과 : 반려(2004.12.28) / 주파수 확보가능성 및 지역적, 사회적, 문화적 필요성과 타당성 검토

### 2005
- 2005.02.25 : 4차 허가 신청 (극동기 111-71) 지상파방송사업 설립 허가 신청 - 결과 : 반려(2005.10.25) / 종교방송에 대한 보편적 또는 우월적 필요성에 대한 평가 곤란

### 2008
- 2008.08.14 : 5차 허가 신청 (극동기 412-318-1) 방송국(FM방송국) 허가 신청 - 결과 : 반려(2009.3.31.) / 국내 FM주파수 사용의 포화, 혼신 발생 우려로 주파수 지정이 어려움

## 방송 주파수
| 방송국           | 호출부호 | 송신소          | 주파수    | 출력 | 송신소 위치                | 방송구역                                           |
| ---------------- | -------- | --------------- | --------- | ---- | -------------------------- | -------------------------------------------------- |
| 전남동부극동방송 | HLEI-FM  | 구봉화산 송신소 | FM 97.5㎒ | 1㎾  | 전남 광양시 성황동 산228   | 여수시 일원, 광양시 일부, 순천시 일부, 고흥군 일부 |
| 전남동부극동방송 | HLEI-FM  | 구봉산 중계소   | FM 92.9㎒ | 100W | 전남 여수시 여서동 산163-3 | 여수시 일원                                        |

## 라디오 시보 멘트
- "깨어 있으라" 2017년 극동방송 사역표어입니다. FM 97.5MHz, 여수중계소 92.9MHz, 대한민국 선교중심 극동방송입니다. HLEI 전남동부극동방송에서 OO시를 알려드립니다.
- "살아나리라" 2018년 극동방송 사역표어입니다. FM 97.5MHz, 여수중계소 92.9MHz, 대한민국 선교중심 극동방송입니다. HLEI 전남동부극동방송에서 OO시를 알려드립니다.
- "자유케 하리라" 2019년 극동방송 사역표어입니다. FM 97.5MHz, 여수중계소 92.9MHz, 대한민국 선교중심 극동방송입니다. HLEI 전남동부극동방송에서 OO시를 알려드립니다.
- "승리하리라" 2020년 극동방송 사역표어입니다. FM 97.5MHz, 여수중계소 92.9MHz, 대한민국 선교중심 극동방송입니다. HLEI 전남동부극동방송에서 OO시를 알려드립니다.
- "여호와께로 돌아가자" 2021년 극동방송 사역표어입니다. FM 97.5MHz, 여수중계소 92.9MHz, 대한민국 선교중심 극동방송입니다. HLEI 극동방송에서 OO시를 알려드립니다.
- "하나님을 찬양하라" 2022년 극동방송 사역표어입니다. FM 97.5MHz, 여수중계소 92.9MHz, 대한민국 선교중심 극동방송입니다. HLEI 극동방송에서 OO시를 알려드립니다.
- "하나님을 가까이 하라" 2023년 극동방송 사역표어입니다. FM 97.5MHz, 여수중계소 92.9MHz, 대한민국 선교중심 극동방송입니다. HLEI 극동방송에서 OO시를 알려드립니다.
- "믿음으로 살리라!" 2024년 극동방송 사역표어입니다. FM 97.5MHz, 여수중계소 92.9MHz, 대한민국 선교중심 극동방송입니다. HLEI 극동방송에서 OO시를 알려드립니다.

## 같이 보기
- KBS순천방송국
- 여수MBC
- kbc광주방송
- 전남CBS
- cpbc광주가톨릭평화방송
- 광주영어방송재단
- TBN 광주교통방송
- BBS 광주불교방송
- WBS 광주원음방송